# The Chaperon Gets a Ducking
The Chaperon Gets a Ducking è un cortometraggio muto del 1912 prodotto dalla Kalem e diretto da Pat Hartigan.

## Trama
Bill, per poter accompagnare come chaperon un gruppo di fanciulle in una gita sulla spiaggia, si traveste da donna, fingendosi zia Lizzie. Finirà buttato a mare.

## Produzione
Il film, prodotto dalla Kalem Company, fu girato a Santa Monica.

## Distribuzione
Distribuito dalla General Film Company, il film - un cortometraggio di 225 metri - uscì nelle sale cinematografiche USA il 29 novembre 1912. Nelle proiezioni, veniva programmato con il sistema dello split reel, accorpato in un'unica bobina con un altro cortometraggio prodotto dalla Kalem, il documentario Ruth Roland, the Kalem Girl.
Copia della pellicola viene conservata nell'UCLA Film and Television Archive.